# Pelarco
Pelarco est une ville et une commune du Chili faisant partie de la province de Talca, elle-même rattachée à la région du Maule. En 2012, sa population s'élevait à 7 959 habitants. La superficie de la commune est de 332 km2 (densité de 24 hab./km2).
Les origines de la commune sont liées à la création sur les terres de l'hacienda Quesria d'une auberge située sur la route reliant Curico et Talca. Une paroisse est créée en 1786 sur le territoire délimité par le rio Lircay et le rio Claro (en). La paroisse est incorporée dans le territoire de Talca entre 1810 et 1891 date à laquelle Pelarco devient une commune,.
Pelarco acquiert le statut de ville en 1966. En 1996 une partie de son territoire est détaché et devient une commune indépendante sous l'appellation San Rafael. La commune est fortement touchée par le tremblement de terre du 27 février 2010. Pelarco se trouve à environ 224 kilomètres au sud de la capitale Santiago et 77 kilomètres au est-nord-est de Talca capitale de la Province de Talca.

Position de Pelarco (en rouge) au sein de la Région du Maule.